# Atletica leggera ai Giochi della XXV Olimpiade - Staffetta 4×100 metri femminile

Video della Finale

La staffetta 4×100 metri ha fatto parte del programma femminile di atletica leggera ai Giochi della XXV Olimpiade. La competizione si è svolta nei giorni 7-8 agosto 1992 allo Stadio del Montjuic di Barcellona.

## Presenze ed assenze delle campionesse in carica
| Competizione        | Atleta       | Prestazione | Barcellona 1992 |
| ------------------- | ------------ | ----------- | --------------- |
| Olimpiadi 1988      | Stati Uniti  | 41”98       | Presenti        |
| Commonwealth 1990   | Australia    | 43”87       | Presente        |
| Goodwill Games 1990 | Stati Uniti  | 42”46       | Presenti        |
| Europei 1990        | Germania Est | 41”68       | Presente        |
| Asiatici 1990       | Cina         | 44”36       | Presente        |
| Panamericani 1991   | Giamaica     | 43”79       | Presente        |
| Africani 1991       | Nigeria      | 44”21       | Presente        |
| Mondiali 1991       | Giamaica     | 41”94       | Presente        |

1. ↑  Ai Giochi partecipa la Germania unita.

## Finale
| Pos | Paese             | Squadra                                                                 | Tempo |
| --- | ----------------- | ----------------------------------------------------------------------- | ----- |
|     | Stati Uniti       | Evelyn Ashford Esther Jones Carlette Guidry Gwen Torrence               | 42"11 |
|     | Squadra Unificata | Olga Bogoslovskaja Galina Malchugina Marina Trandenkova Irina Privalova | 42"16 |
|     | Nigeria           | Beatrice Utondu Faith Idehen Christy Opara Mary Onyali                  | 42"81 |

Evelyn Ashford è la prima donna ad aver vinto tre ori olimpici nella staffetta 4x100 metri. Rimarrà l'unica del XX secolo.